# Propiedad condenada
Propiedad condenada (en inglés, This Property Is Condemned) es una película dramática estadounidense de 1966 protagonizada por Natalie Wood, Robert Redford, Kate Reid, Charles Bronson y Mary Badham y dirigida por Sydney Pollack. El guion fue escrito por Francis Ford Coppola, Fred Coe y Edith Sommer a partir de la obra de teatro de un acto del mismo título escrita en 1946 por Tennessee Williams. La película fue estrenada por Paramount Pictures.

## Argumento
Una niña abandonada llamada Willie Starr (Mary Badham) le cuenta la historia de su difunta hermana, Alva (Natalie Wood) a Tom, un niño al que conoce en las vías muertas de Dodson (Misisipi) en los años treinta. La trama se desarrolla en retrospectiva.
Llega al pueblo un forastero de nombre Owen Legate (Robert Redford) y se aloja en la Casa de Huéspedes Starr, donde se celebra una gran fiesta de cumpleaños en honor a la dueña, Hazel "Mamá" Starr. Owen, que alquila una habitación para una semana sin desvelar los propósitos que lo han llevado al pueblo, pronto descubre que la verdadera estrella de la fiesta es Alva Starr, la hija mayor de "Mamá"; una joven bonita y coqueta que llega entre vítores de todos los hombres que intentan llamar su atención y bailar con ella, desde el señor Johnson, el trabajador más anciano y rico de la estación del ferrocarril, hasta J.J. Nichols (Charles Bronson), el novio de su madre.
Alva y Owen se conocen en la cocina de la casa, y el joven no tarda en comprobar que Alva se siente atrapada en su pueblo y sueña con ir a Nueva Orleans, de donde él mismo procede. Por la noche, Alva entra en la habitación de Owen con falsos pretextos para hablar con él, pero él la rechaza y da a entender que la considera poco menos que una prostituta, por lo que Alva se marcha entre lágrimas. Más tarde, "Mamá" le explica a Alva que deberá ser más amable con el señor Johnson, que ha prometido cuidar de ella.
Al día siguiente, Willie, que se ha saltado las clases de catequesis, ve a Owen camino del trabajo; se descubre entonces que Owen está en Dodson para despedir a varios empleados del ferrocarril debido a los recortes provocados por la Gran Depresión. Por la tarde, el señor Johnson espera a Alva para tener una cita con ella, pero la joven lo evita y trata de acercarse a Owen, que le reprocha el acuerdo que tiene con su madre para ser la amante del señor Johnson, pero Alva lo niega todo. Poco después, J.J. se queda a solas con Alva y trata de propasarse con ella, pero al no conseguirlo, le revela el motivo de por qué está Owen en el pueblo.
Los trabajadores se muestran cada vez más hostiles contra Owen a la vez que la relación entre este y Alva se hace cada vez más estrecha. Finalmente, los empleados despedidos le dan una paliza a Owen, cuyas heridas son curadas por Alva, y los dos terminan pasando la noche en mutua compañía.
Mientras tanto, “Mamá” ha preparado un viaje para toda la familia a Memphis, donde el señor Johnson cuidará de ellos. Para impedir que Alva vaya a Nueva Orleans con Owen, hace creer a este que la joven lo ha estado engañando todo el tiempo y que siempre quiso ir a Memphis. 
Ya en la ciudad, la familia Starr sale por la noche a celebrar su nuevo “acuerdo”. Alva, borracha y enfurecida, se enfrenta a J.J. y le obliga a admitir que solo está con su madre para poder estar cerca de ella. Esa noche, Alva se casa con J.J., pero al día siguiente le roba su dinero y la partida de matrimonio y se fuga a Nueva Orleans.
Alva y Owen se reencuentran en Nueva Orleans y pasan varios días muy felices juntos. Poco después, Owen recibe una oferta de trabajo en Chicago, así que le propone matrimonio a Alva y le sugiere ir a buscar su hermana para llevársela consigo a Chicago. Sin embargo, “Mamá” reaparece para intentar llevarse a Alva e involucrarla en uno de sus planes. Cuando la señora Starr le revela a un incrédulo Owen que su hija se casó con J.J., Alva huye y acaba llorando bajo la lluvia.
La película vuelve al presente. Willie, que ahora lleva la ropa y las joyas de su hermana, le explica a Tom que Alva murió de la “enfermedad de los pulmones” (probablemente tuberculosis) a la que hace alusión varias veces a lo largo de toda la película. Willie añade que su madre se fugó con otro hombre y que ahora ella vive totalmente sola en la casa de huéspedes.

## Reparto
- Natalie Wood como Alva Starr.
- Robert Redford como Owen Legate.
- Charles Bronson como J.J. Nichols
- Kate Reid como Hazel Starr.
- Mary Badham como Willie Starr.
- Alan Baxter como Knopke.
- Robert Blake como Sidney.
- Dabney Coleman como Vendedor.
- John Harding como Johnson.
- Ray Hemphill como Jim.
- Brett Pearson como Charlie.
- Jon Provost como Tom.
- Robert Random como Tiny.
- Quintin Sondergaard como Hank.
- Mike Steen como Max.
- Bruce Watson como Lin Tate.